# آرنولدو بروتی
آرنولدو بروتی (ایتالیایی: Arnoldo Berruti؛ زادهٔ ۱۹۰۲ - درگذشته نامشخص) بازیکن واترپلو اهل ایتالیا بود. وی در بازی‌های المپیک تابستانی ۱۹۲۴ شرکت کرده‌است.